# Tibor Pleiß
Tibor Pleiß (2 de novembro de 1989) é um basquetebolista profissional alemão que atualmente joga pelo Anadolu Efes na BSL e na Euroliga.

## Estatísticas na NBA

### Temporada regular
| Ano     | Equipe | PJ | PT | MPP | %TC  | %3P  | %TL   | RPP | APP | ROB | TPP | PPP |
| ------- | ------ | -- | -- | --- | ---- | ---- | ----- | --- | --- | --- | --- | --- |
| 2015-16 | Utah   | 12 | 0  | 6.8 | .440 | .000 | 1.000 | 1.3 | .2  | .1  | .2  | 2.0 |
| Total   |        | 12 | 0  | 6.8 | .440 | .000 | 1.000 | 1.3 | .2  | .1  | .2  | 2.0 |